# Pumped Full of Drugs
Pumped Full of Drugs é um álbum de vídeo da banda britânica de rock New Order, lançado em 1986. Ele contém o registro de um show gravado em Tóquio, no dia 2 de maio de 1985.

## Faixas
Todas as faixas por New Order, exceto onde indicado
1. Confusion (Arthur Baker, New Order) - 5:16
2. Love Vigilantes - 4:21
3. We All Stand - 4:34
4. As It Is When It Was - 4:54
5. Subculture - 4:40
6. Face Up - 5:26
7. Sunrise - 5:33
8. This Time Of Night - 4:54
9. Blue Monday - 7:55